# RAET1E
El transcrito temprano del ácido retinoico 1E (RAET1E) es una glicoproteína de la superficie celular codificada por el gen RAET1E ubicado en el cromosoma 6. RAET1E está relacionado con las moléculas del MHC de clase I, pero su gen se asigna fuera del locus del MHC. RAET1E se compone de dominio α1α2 externo, segmento transmembrana y cola citoplasmática C-terminal.
Esta proteína funciona como ligando para el receptor NKG2D, que se expresa en la superficie de varios tipos de células inmunes y participa en las respuestas inmunitarias innatas y adaptativas. Alternativamente, se han encontrado variantes de transcripciones empalmadas que codifican diferentes isoformas para este gen.